# Michele Lofrano
Michele Lofrano foi um joalheiro, nobre e político napolitano de origem  ítalo-judaica. Ele era reconhecido como o ourives mais reputado da antiga capital de Nápoles nas cortes de Carlos III de Espanha e Fernando I das Duas Sicílias.
Lofrano desempenhou o papel de cônsul das artes em 1753, 1756 e 1761, com ativo envolvimento na cena cultural e artística da época. Além disso, ocupou o cargo de ourives oficial da corte até sua morte em 1785, em Nápoles.
Parte das obras de Michele Lofrano está atualmente exposta no Museo del Tesoro di San Gennaro. Entre suas criações notáveis, destaca-se o "Calice gemmato di Ferdinando IV di Borbone" de 1761, um cálice de ouro maciço adornado com rubis, esmeraldas e brilhantes.
Sua contribuição como joalheiro e sua posição na corte de Ferdinando VI de Bourbon o tornaram uma figura importante na história da ourivesaria napolitana do século XVIII.